# Qamarīya
Als Qamarīya (arabisch قمرية, DMG qamarīya) oder Qamrīya werden im arabischen Raum geschlossene Fenster aus vielfarbigen Gläsern bezeichnet, deren Stege geometrische oder florale Ornamente bilden. Sie sind charakteristisch für die traditionelle Architektur des Jemen. Der Begriff ist vom arabischen Wort für „Mond“ (arabisch القمر, DMG al-qamar) abgeleitet.

## Beschreibung
Die meist in einiger Höhe angebrachten Fenster können aus verschiedenen Materialien bestehen – häufig wird Gipsstuck verwendet, aber auch Qamarīya-Stege aus Ziegelmauerwerk, Fayencemosaik, Alabaster, Marmor und anderen Steinsorten sind ebenfalls üblich. Die Zwischenräume zwischen den Stegen werden zuletzt mit farbigen Glasstücken ausgefüllt.
Die Muster entsprechen meist dem jeweiligen Architekturdekor des Gebäudes. Spätestens seit dem 11. Jahrhundert sind Qamarīya auch in Teilen Südeuropas anzutreffen, vor allem im südlichen Italien und auf Sizilien.

## Geschichte
Die Qamarīya-Fenster gehen wahrscheinlich bereits auf die vorislamische Zeit zurück, haben aber vor allem mit der Entstehung der islamischen Kunst weite Verbreitung vom Maghreb bis nach Indien gefunden. Ob sie von den antiken Transennen abgeleitet werden können oder ob eine Beeinflussung in umgekehrter Richtung stattfand, ist unklar.

## Belege
1. ↑  Hans Koepf, Günther Binding: Bildwörterbuch der Architektur (= Kröners Taschenausgabe. Band 194). 4., überarbeitete Auflage. Kröner, Stuttgart 2005, ISBN 3-520-19404-X, S. 306.